# کانال اس‌اواف‌ای‌آر

سرعت صوت به عنوان تابعی از عمق در موقعیتی در شمال هاوایی در اقیانوس آرام که از اطلس اقیانوس جهانی ۲۰۰۵ حاصل شده است. محور کانال SOFAR در سی‌ای است. عمق ۷۵۰ متر

کانال SOFAR (کوتاه شده‌ی کانال صوتی ثابت و متغیر) یا کانال صوتی عمیق ( DSC ), یک لایه افقی از آب در اقیانوس است که در آن عمق سرعت صوت در حداقل خود است. کانال SOFAR به عنوان یک موجبر برای صدا عمل می‌کند، و امواج صوتی با فرکانس پایین در کانال را ممکن است هزاران مایل قبل از پراکندگی منتقل کند. این پدیده عامل مهمی در جنگ زیر دریایی است. کانال صوتی عمیق در دهه ۴۰ توسط موریس اوینگینگ، استنلی وونگ و لئونید برکوفسکی به طور مستقل کشف و توصیف شد.